# Germar (Adelsgeschlecht)

Wappen derer von Germar

Germar ist der Name eines alten thüringischen, reichsritterlichen Adelsgeschlechts mit dem Stammhaus Germar (jetzt Görmar bei Mühlhausen/Thüringen). Die Familie gehörte zu den Schwarzburgern und Stolberger Ministerialen und Vasallen.

## Geschichte
Das Geschlecht erscheint urkundlich erstmals im Jahr 1130 mit Heuning de Geremar. 1220 wurden Gottfried und Dietrich von Germar und 1300 Helwig von Germar erwähnt. Die Stammreihe beginnt 1465 mit dem Ritter Hans von Germar auf Tunzenhausen, im heutigen Landkreis Sömmerda.
Das Geschlecht derer von Germar war weit verzweigt und saß in Berga, Bennungen, Branderode, Bendeleben, Bad Langensalza, Gebesee, Straußfurt, Wolferode und Gorsleben. Die uradlige Familie gibt es bis heute mit mehreren männlichen Angehörigen. Es besteht ein Familienverband. Außerdem gibt es noch Namensträger von Germar, die den Namen durch Adoption führen.
Die von Germar sind wappen- und wahrscheinlich auch stammesverwandt mit den von Buttlar und Treusch von Buttlar.

## Wappen
Das Wappen zeigt in Rot eine silberne Butte mit goldenen Reifen und Tragbändern. Der Topfhelm ist gekrönt, darauf ein silbern geharnischter Arm, welcher sieben schwarze Hahnenfedern in der entblößten Hand hält. Die Helmdecke ist rot und silbern.
In späteren Darstellungen wurde der Topfhelm durch einen Kolbenturnierhelm (auch Bügel- oder Spangenhelm genannt) ersetzt (siehe Weblink).

## Persönlichkeiten
- Hans von Germar, 1550 Landkomtur der Deutschordensballei Thüringen, auf der Kommende Nägelstedt, einer der Ersten zum lutherischen Glauben übergegangenen Ordenskomture
- Friedrich Ernst von Germar (1773–1837), großherzoglich sächsisch-weimarischer Oberst und  Kammerherr
- Friedrich von Germar (1787–1842), großherzoglich sächsisch-weimarischer Oberst, Kammerherr und persönlicher Adjutant des Großherzogs Karl August von Sachsen-Weimar
- Kurt Ewald von Germar (1793–1875), sächsischer Offizier, Ritter des Militär-St.-Heinrichs-Orden
- Ulrich von Germar (1876–1948), deutscher Generalmajor, Ritter des Ordens Pour le Mérite